# 377-ма піхотна дивізія (Третій Рейх)
377-ма піхотна дивізія (Третій Рейх) (нім. 377. Infanterie-Division) — піхотна дивізія Вермахту, що входила до складу німецьких сухопутних військ у роки Другої світової війни.

## Історія з'єднання
377-ма піхотна дивізія вермахту була сформована 31 березня 1942 року на території окупованої Франції у Ле-Мані під час 19-ї хвилі мобілізації Вермахту. У травні 1942 дивізія отримала наказ на передислокацію на південний фланг німецько-радянського фронту. У червні підрозділи 377-ї дивізії прибули на залізничну станцію Курськ. Частини дивізії брали участь у боях на південному фланзі Східного фронту у складі групи армій «Південь» у ході операції «Блау». Дивізія билася у Воронезькій битві, брала участь у боях за Касторне, Урицьке, Ветрівка, на річках Олим. За період з грудня 1942 до лютого 1943 року в боях проти наступаючих радянських військ дивізія зазнала значних втрат і була майже повністю знищена в ар'єргардних боях у районі Розгреблі, Лебедевка, Любимівка. Залишки дивізії були об'єднані у 769-му гренадерському полку та передані в підпорядкування 340-ї піхотної дивізії.

## Райони бойових дій
- Франція (березень — травень 1942);
- Східний фронт (південний напрямок) (травень 1942 — березень 1943).

## Командування

### Командири
- генерал-лейтенант Еріх Басслер (нім. Erich Bäßler) (1 квітня — 15 грудня 1942);
- генерал-лейтенант Адольф Лехнер (нім. Adolf Lechner) (15 грудня 1942 — 29 січня 1943);
- генерал-лейтенант Адольф Зінцінгер (29 січня — 25 лютого 1943).

### Підпорядкованість
| Час      | Корпус         | Армія | Група армій (округ)   | Штаб           |
| -------- | -------------- | ----- | --------------------- | -------------- |
| 1942     |                |       |                       |                |
| квітень  | формування     |       | Група армій «D»       | Ле-Ман         |
| червень  | XXXXVIII тк    | 4 ТА  | Група армій «Південь» | Курськ         |
| липень   | XXIV тк        | 4 ТА  | Група армій «Південь» | Волово         |
| серпень  | XIII ак        | 2 А   | Група армій «B»       | Тербуни        |
| 1943     |                |       |                       |                |
| січень   | XIII ак        | 2 А   | Група армій «Центр»   | Велика Верейка |
| березень | переформування | 2 А   | Група армій «Центр»   | Суми           |

### Склад
| 1942                                   |
| -------------------------------------- |
| 768-й піхотний полк                    |
| 769-й піхотний полк                    |
| 770-й піхотний полк                    |
| 377-й артилерійський полк              |
| 377-й протитанковий дивізіон           |
| 377-й інженерний батальйон             |
| 377-й дивізійний батальйон зв'язку     |
| 377-ме дивізійне управління постачання |
| 377-й запасний батальйон               |